# 千秋季忠
千秋季忠（1534年－1560年6月12日）是日本戰國時代的宮司和武將。尾張國羽豆崎城（幡豆崎城）城主。父親是千秋季光。官位是加賀守。通稱四郎。

## 經歷
父親季光是熱田神宮的大宮司並作為武士仕於織田信秀，但是在加納口之戰中戰死（《信長公記》）。季忠在父親死後繼任大宮司職並仕於信秀之子信長。
在永祿3年5月19日参加桶狹間之戰。與佐佐政次一同與攻陷鷲津砦和丸根砦的今川義元軍對峙，在得知信長到達善照寺砦後攻撃義元的本隊，與政次一同被討死（《信長公記》）。
此時妻子已經懷著兒子季信，之後繼承大宮司職和遺領。